# Polen i Eurovision Song Contest 2015
Polen deltog i Eurovision Song Contest 2015 i Wien, Österrike. Polens bidrag, "In the Name of Love" framfördes av Monika Kuszynski och skrevs av Kuba Raczynski och Monika Kuszynski själv. 

## Bakgrund
Polen har tidigare använt både nationella finaler och interna val för att välja deras sitt bidrag. Efter att deras internt valda bidrag år 2014, "My Słowianie (We Are Slavic)", kvalificerade nationen till final för första gången sedan 2008, valde programföretaget att fortsätta välja det polska bidraget via ett internt val för år 2015.

## Internvalet
Det polska bidraget till Eurovision Song Contest 2015 avslöjades den 9 februari 2015 under en presskonferens som hölls vid TVP:s högkvarter. 

## Under Eurovision
Polen deltog i den andra semifinalen den 21 maj. De kom till final, och hamnade på tjugotredje plats.
I Polen sändes båda semifinalerna och finalen direkt i TVP1, TVP Polonia och TVP HD, samt dagen efter på TVP Rozrywka. 